# Cleistogenes nedoluzhkoi
Cleistogenes nedoluzhkoi är en gräsart som beskrevs av Nikolai Nikolaievich Tzvelev. Cleistogenes nedoluzhkoi ingår i släktet Cleistogenes, och familjen gräs.
Artens utbredningsområde är Primorye. Inga underarter finns listade i Catalogue of Life.